# Modèle de Barro
Le modèle de Barro est un modèle de croissance économique qui explique la croissance économique par l'investissement dans les infrastructures publiques. 
Il appartient à la théorie de la croissance endogène. Créé par Robert Barro en 1990, il fait partie des modèles de croissance endogène appartenant à l'école de la nouvelle économie classique.

## Histoire
Le modèle de Barro est créé en 1990 par Robert Barro. Son objectif est de saisir l'effet des externalités positives liées aux infrastructures sur la croissance. Implicitement, le modèle répond à la question de la juste place de l'État dans l'économie, en tant que ce dernier est un pourvoyeur majeur d'infrastructures dans les économies modernes.
Pierre Dockès relève que ce modèle, bien qu'appartenant à la nouvelle économie classique, conclut à la nécessité de l'intervention publique, résultat rare dans les travaux de cette école de pensée économique. Il remarque que l'accent mis sur le rôle de l’État est « peut-être réminiscent » des travaux menés par Barro dans les années 1970, lorsque celui-ci participait à la théorisation d'un modèle keynésien d'équilibres à prix fixes.

## Présentation
Le modèle de Barro est un modèle qui vise à expliquer la croissance économique. Cette dernière serait due aux investissements dans les infrastructures publiques, utilisables de manière non discriminante par les agents économiques. La croissance de long terme serait ainsi soutenue par la dépense publique, non pas par le canal de la demande comme dans les modèles keynésiens, mais par le canal de l'offre.

## Postulats

### Dépenses publiques et production privée
Le modèle de Barro considère la dépense publique comme un flux d'input pour la production privée.

### Infrastructures
Les infrastructures sont les routes, les ports, les voies communicationnelles, etc. Payées par l’État, elles peuvent être aménagées par des entreprises privées comme publiques. Le propre de ces infrastructures est d'être des biens publics, à la fois non-rivaux et non excluables. 

### Mode de financement
Les infrastructures sont financées par l'impôt. Implicitement, en vertu du théorème Ricardo-Barro (équivalence néo-ricardienne), le financement par la dette publique est supposé égal à un financement par l'impôt.

### Rendements croissants
Chaque firme produit avec des rendements croissants. Le rendement privé est ainsi inférieur au rendement social (public). 

## Enseignements
Le modèle de Barro implique une croissance à la fois cumulative et auto-entretenue. La croissance due à la dépense publique en infrastructures induit l'augmentation des recettes publiques et donc des possibilités de dépenses en infrastructures dans le futur, etc.
Le résultat du modèle est donc que l’État joue un rôle de premier plan dans la stimulation de long terme de l'économie. Le modèle conclut à la nécessité pour l’État d'intervenir pour encourager la production des entreprises, qui d'elles-mêmes ne sont pas portées à produire des biens dont elles ne peuvent recevoir de paiement (car non excluables). La condition du caractère positif de cette intervention publique est que l’État soit à l'équilibre budgétaire.

## Postérité

### Ajout de Futagamiet al.
Le modèle de Barro a été discuté et augmenté. Un papier de Futagami et al. (1993) a modifié le modèle en incluant en son sein l'hypothèse que la dépense publique n'influence pas directement la fonction de production agrégée, mais seulement indirectement, par le biais du capital public. Futagami et ses coauteurs ajoutent ainsi l'équation :
{\displaystyle \,{\dot {g}}=\tau y-\delta g}
où 
- {\displaystyle \,\delta } (inférieur ou égal 0) est le taux de dépréciation ;
- {\displaystyle \,g} est l'ensemble des services publics dérivés du capital public.

### Ajout d'Agénor
Le modèle de Barro a fait l'objet d'une augmentation en 2008 par Agénor. Comme Barro, il considère la dépense publique comme un flux plutôt que comme un stock. Toutefois, il prend également en compte l'effet des dépenses publiques d'infrastructures sur la santé, et les effets en boucle de la santé sur la productivité des travailleurs.